# Saburō Hasegawa

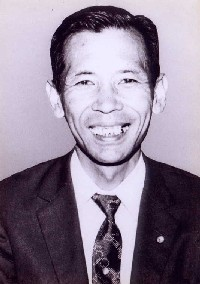
Hasegawa Saburō

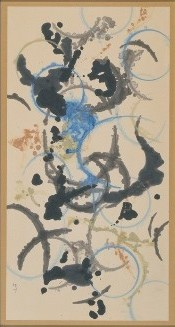
Komposition

Saburō Hasegawa (japanisch 長谷川 三郎, Hasegawa Saburō; 6. September 1906 in Chōfu (heute: Shimonoseki), Präfektur Yamaguchi – 11. März 1957) war ein japanischer Maler der Yōga-Richtung und ein früher Vertreter der abstrakten Kunst in Japan.

## Leben und Werk
Hasegawa wurde in Chōfu geboren, wuchs aber in Kōbe auf und besuchte dort die „Oberschule für Jungen, Konan“. 1926 graduierte er an der Tōkyo Bijutsu Gakkō (heute Gedai) in den Fächern Geschichte der Ästhetik mit einer Arbeit über Sesshū und in der Bildenden Kunst. In dieser Zeit hatte er auch unter Koide Narashige in Ōsaka studiert.
Von 1929 bis 1932 war er im Ausland, hielt sich zunächst in den USA auf, lebte dann längere Zeit in Paris. Er stellte im Salon d’Automne aus und fertigte Faksimiles von italienischer Kunst der Renaissance an. In dieser Zeit beeindruckten ihn vor allem Kandinski und Mondrian.
Nach seiner Rückkehr gründete er zusammen mit Murai Masanari eine der Moderne verpflichtete Gruppe. 1937 war er an der Gründung der „Vereinigung freier Künstler“ (自由美術家協会, Jiyū bijutsuka kyōkai) beteiligt. In der ersten Ausstellung zeigte er das Werk „Schmetterlingsspuren“ (蝶の軌跡, Chō no kiseki), ein repräsentatives Werk der japanischen abstrakten Malerei vor dem Zweiten Weltkrieg.
1950 freundete er sich mit dem Bildhauer Isamu Noguchi an, der ihn zu Holzschnitten und Abreibungen inspirierte. 1955 kam es zu einer Einzelausstellung in den USA, und im selben Jahr wurde Hasegawa Gastprofessor am California College of the Arts, an dem er über die Geschichte der Kunst im Fernen Osten und über Zen Vorlesungen hielt. Er starb 1957 in San Francisco.
Hasegawas Werk zeigt neben Einflüssen der europäischen abstrakten Kunst auch den Einfluss der abstrakten Zen-Tuschmalerei, die sich mit Kreis, Quadrat und Dreieck beschäftigt.
Hasegawa hinterließ eine Reihe von Schriften:
- Abstract Art (アブストラクトアート, Abusutorakuto Āto, „Abstrakte Kunst“; 1937)
- Atarashii e o miru tebiki (新しい絵を見る手引き, „Handbuch zum Betrachten neuer Malerei“; 1948)
- Modigliani (モジリアニ, Mojiriani; 1949)
- Gendai bijutsu (現代美術, „Kunst der Gegenwart“; 1952)

## Bilder

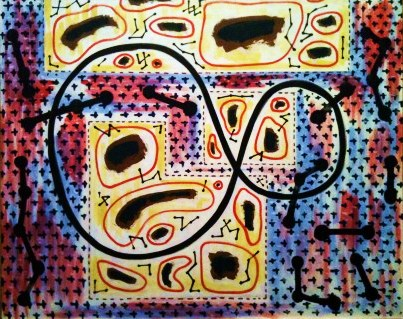
Schmetterlingsspuren, 1937
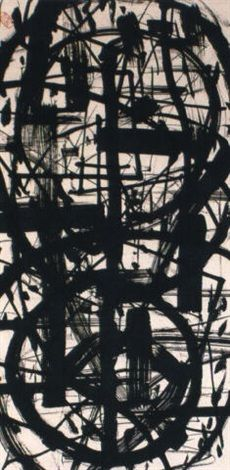
Selbstporträt, 1951
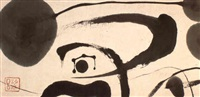
Impromptu, 1952
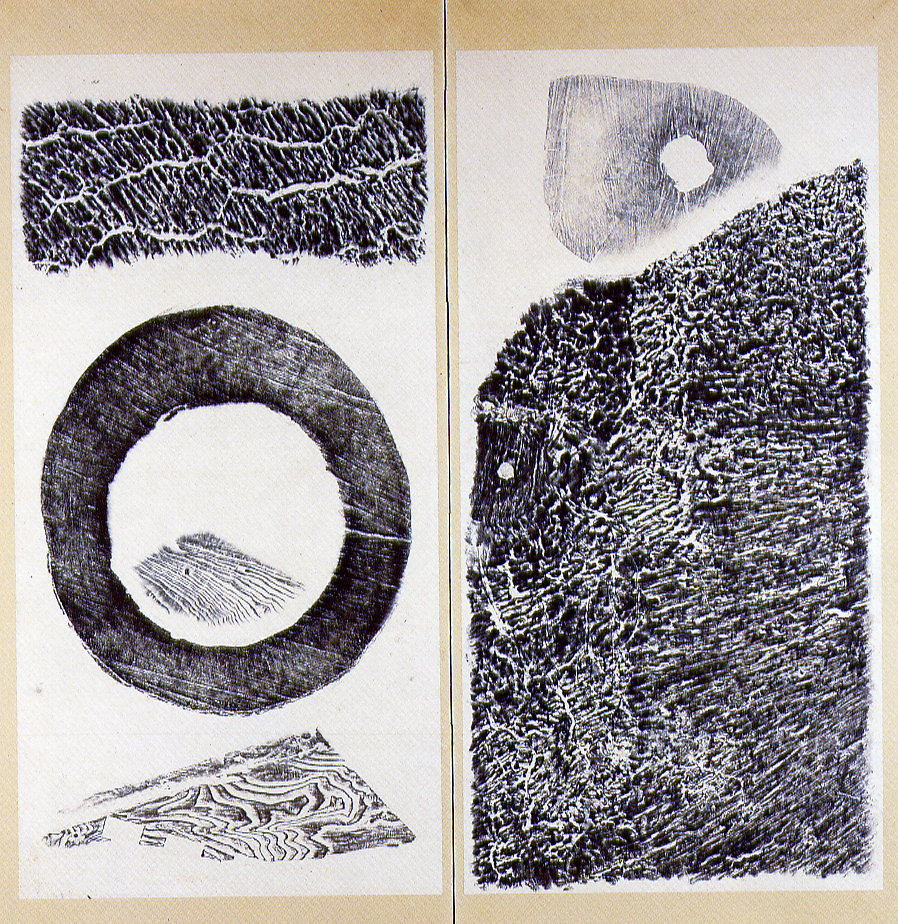
Natur, 1953
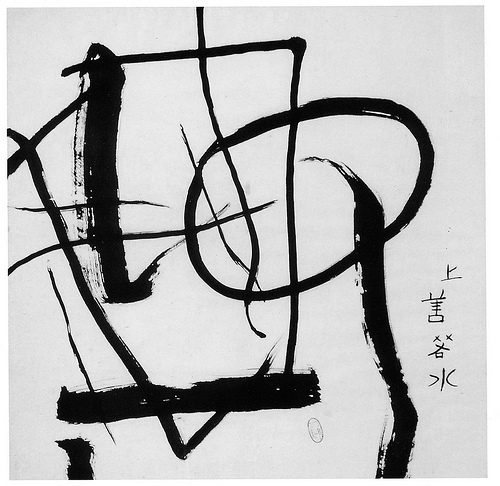
Hohes Glück wie Wasser, 1954